# Stenotarsus compactus
Stenotarsus compactus là một loài bọ cánh cứng trong họ Endomychidae. Loài này được Franz miêu tả khoa học năm 1974.